# 仰望天空的少女瞳中的世界
《MUNTO》系列是京都动画制作的原創動畫系列作品。以2003年推出的OVA《MUNTO》為起點，2005年推出另一部OVA《MUNTO～穿越時空之壁》後。2009年春推出電視動畫《仰望天空的少女瞳中的世界》，在电视播放時進行調整，第一話至第六話前半沿用重新編輯的OVA舊作畫面，再加上部分新繪製畫面組合而成；而後半開始則是新的故事。声优和前两作不盡相同，音乐和主題曲亦重新制作。2009年3月11日宣佈推出劇場版《天上人和アクト人》（天上人與亞克托人最後的戰鬥），4月11日上映。

## 故事簡介
古時天界和下界有過一場圍繞萬能之力－亞克托的大規模戰爭，從此以後兩個世界被時空分隔。在現代的地上世界，名為日高夢見的少女能夠看見天上的浮島。某天，自稱為了解決天上的亞克托危機，以及挽回兩個世界的未來的少年——魔導王穆恩特在夢見面前出現了。他聲稱夢見有著拯救世界的關鍵力量。為了世界的未來，必須要夢見伸出援手……

## 登場人物

### 主角
日高夢見（Hidaka Yumemi，聲：相泽舞）
主角，「現代」時空的女孩子。溫柔文靜，性格有點愛幻想。喜歡雨天，因為「可以跟大家看見一樣的天空」。
「命運之女」，擁有看見天上界魔導國的能力，更經常夢到該國國內發生的事。由於害怕自己的異能，所以平時出門會用粉紅色洋傘阻擋向天的視線。故事前期，視前來求助的穆恩特為幻覺，直到接受他的存在並相信自己的能力。
一度協助穆恩特解決天上危機。能夠單憑自己的身體越過時空之壁。與穆恩特接觸之際兩人的記憶產生了交流現象。與穆恩特第一次接觸後一直惦掛著天上世界的事，經常看著天空發呆。於第六話與穆恩特再次相會，跟隨他到魔導國，從穆恩特得知世界的真實和過去。雖然對回復亞克托循環一事感到迷惘，但在穆恩特的請求下下定決心。
擁有從產生大量亞克托的能力，被稱為亞克托的「震源」。為了拯救世界，在琉繪理的指導下接受心靈試煉，成功接納自己的內心，明白世界的本質，同時拯救以知子和涼芽。能夠創造出連琉繪理也看不見的未來。最終話成功連結世界後回到地上，但根據畫面可推測其仍然和穆恩特有往來。
女主角直稱穆恩特為「穆恩特」或「你」。夢見的瞳孔其實是魔導國的形狀。
穆恩特（Munto，聲：小野大輔）
橘紅色短髮的少年，「未來」時空的天上界魔導國之皇。性格有點固執及驕傲，擁有極強的自尊心，同時很勇敢及強壯。對於被稱為「你」或「穆恩特」很反感，要求其他人稱自己為「穆恩特大人」。
「命運之子」，為了解決天上界危機而尋找命運之女。雖然身為王，卻經常站在戰場前線當主力，有時會失去冷靜而令自己陷入險況。攻擊力量以火為主。在部下和國民之間有不錯的聲望。外貌酷似父親，但力量似乎有所不及。大概是因為古時魔導國是天上的領導者，穆恩特認為自己身為魔導王有責任拯救天界。被聯合所排斥，卻與伽斯應有不淺的交情。瞳孔是魔導國的形狀。
與夢見接觸之際兩人的記憶產生交流現象。由於看見了夢見的記憶知曉她的脆弱，一直抗拒在亞克托危機後與她再會。第四話因亞克托循環一事被伽斯強行送往地上，同時得到能使用「局外者」部份能力，與夢見再次相會。一直鼓勵夢見要相信自己和自己的力量，並強調絕不能放棄。成功連結世界後失去蹤影。
母親預見自己和先王的孩子會成為回復亞克托循環的關鍵，決定誕下穆恩特。因為先王和王妃把拯救世界的重責交給穆恩特，穆恩特背負著使命出生，從小就受盡苦頭，更被各國稱為被詛咒的孩子，但多年來一直堅持下去。即使知曉天界是罪惡之地，由搶奪來的異界心靈創造，亦無損他的決心。

### 天上界危機重要人物
小野以知子（Ono Ichiko，聲：堀川千華）
夢見的好朋友，很有活力的短髮少女。從小期望能看見夢見眼中的天空。由於夢見與穆恩特的接觸，兩個世界一瞬間相連，以知子的願望得以實現。其後從夢見得知天上的事情，但認為夢見過份沉迷，同時也是出於好友被奪走的嫉妒心和小小的佔有慾，極力阻止夢見去思考天界。第八話與涼芽一同到達天界，被視為亞克托「震源」之一。
今村涼芽（Imamura Suzume，聲：今野宏美）
夢見及以知子的好朋友。性格開朗，外表像個未發育的小女孩，髮型是馬尾辮。天然呆。跟年長的和也成為關係微妙的一對，成功開啟他的心靈。對夢見希望到天界抱持支持的態度。第八話與以知子一同到達天界，被視為亞克托「震源」之一。
伽斯（Gass，聲：稲田徹）
協助魔導國的「局外人」，同時是時空守護者。打扮有點阿拉伯風。擁有比所有天上人強大的力量，一直守護天上界及地上界時空的秩序。由於違反規定讓穆恩特穿越至時空之壁，身體出現代表詛咒的深棕色圖案，其後更失去左手。後來利用自己的力量拉著古里多利一同消失，失去蹤影。
跟先代魔導王有過一場戰鬥，因知曉自身的存在是阻礙而明白拯救天界需要犧牲自己。
昆塔魯（Gntarl，聲：若本規夫）
聯合軍的指揮官，擁有極優秀的兵法和參謀的才能。由於其顯赫的戰績，成為各國長老公認的參謀主腦，掌控聯合軍兵權。性格貪婪，時刻想討伐最浪費亞克托的魔導國，但基本上也是希望拯救天界。
亞克托危機解決後，被聯合軍的長老們禁止出手，但本人無法接受在怒罵長老後離開聯合軍私自行動，試圖捕捉「現代」的亞克托。自認能比穆恩特更有效地利用夢見的力量，於是計劃捕獲夢見和其朋友，但最後失敗。
琉繪理（Ryuely，聲：田中涼子）
協助穆恩特的皇室女預言家，擁有準確無誤的預言能力，但無法看見天上人的希望。對托切而言既是老師，也有點母親的感覺。被允許直呼穆恩特的名字。
亞克托危機中決定以視力為代價，讓穆恩特看見拯救天界的方法，絲毫不感後悔。危機解決後重新看見，明白天上界的未來必須靠穆恩特與夢見完全連結起來。曾指導夢見通過心靈試煉。
對穆恩特連結世界後失去蹤影毫不擔心，反而認為是正好給他一些時間讓兩個世界溝通。
古里多利（聲：白石稔）
赫魯故玆國國王，個性兇殘冷酷，國家也是慿自己的力量奪來。實力和魔力非常高强，攻擊能力也極多樣化。似乎對穆恩特成為魔導王一事感到極度不滿，不了解為何先代魔導王沒有把未來寄託於力量更強大的自己。
能夠讓伽斯陷入苦戰並受重傷，吸收了他的力量。最後被伽斯利用力量拉著一同消失。不過，天上界似乎因有其殘餘能量。

### 其他
高森和也（Takamori Kazuya，聲：高橋伸也）
涼芽的男朋友。父母離異的不良少年，遇上涼芽後改變處事態度。深愛著涼芽。
路伊（聲：遠藤廣之）
穆恩特的軍事參謀。為人冷靜，擁有出色的判斷能力，做為穆恩特的左右手，負責輔助容易失控的穆恩特。作為魔導士有很强的實力。藍色短髮，衣著藍色為主，是少數能直呼穆恩特名字的人之一。穆恩特成功連結世界後失去蹤影，令路伊非常懊惱和憤怒。
托切（Toche，聲：松元惠）
琉繪理的弟子，對琉繪理說話十分恭敬。外表是個四歲多的天真小男孩。
伊莉塔（Irita，聲：土谷麻貴）
伽斯的「局外人」弟子，有點愛惡作劇的小女孩。很在意伽斯，經常在他四周。
戶部貴志（聲：水原薫）
梦见的同学。家里经营着神社，而神社的石頭跟兩個世界的連結有著莫大的關係。
麗加（Leica，聲：齋藤楓子）
恩塔國實力數一數二的女將軍，勇敢善戰。對伽斯十分尊敬。

## 電視動畫

### 主題歌
片头曲《アネモイ》（"風"）
作詞：riya，作曲，編曲：菊地創，歌：eufonius
片尾曲《光と闇と時の果て》（第1话～第8话）（"光與闇與時間之盡頭"）
作詞：Ceui，作曲、編曲：小高光太郎、Ceui，歌：Ceui
片尾曲《心の翼》（第9話）（"心之翼"）
作詞：Ceui，作曲、編曲：小高光太郎、Ceui，歌：Ceui

### 工作人員[4]
- 企畫：八田陽子
- 原作：京都動畫
- 監製：八田英明、伊藤敦
- 監督、劇本、分鏡、演出：木上益治
- 系列構成：木上益治與夢見的朋友們
- 人物設定、總作畫監督：荒谷朋惠
- 作畫監督補助：西屋太志、池田和美、秋竹齊一
- 美術：田村せいき
- 攝影監督：中上龍太
- 3D效果監督：北之原孝將
- 設定：高橋博行
- 色彩設定：高木理惠
- 音樂：神前暁（Monaca）
- 音響監督：鶴岡陽太（樂音舍）
- 編集：重村建吾（Studio Gong）
- 音響制作：樂音舍
- 音樂制作：Lantis
- 製作：京都動畫
- 製作協力：角川書店

### 各話標題
- 第1話 知道的事 （知ること）
- 第2話 逃避的事 （逃げること）
- 第3話 面对的事 （立ち向かうこと）
- 第4話 追求的事 （求めること）
- 第5话 迷茫的事 （迷うこと）
- 第6话 相信的事 （信じること）
- 第7话 寬容的事 （許すこと)
- 第8话 堅持的事 （諦めないこと）
- 第9话 關愛的事 （愛すること）

## 劇場版
由於本作前段跟舊版OVA沒有大分別，所以部分觀眾沒有再看。京都動畫於是在2009年3月11日宣佈推出標題為《天上人與亞克托人最後的戰鬥》的劇場版作劇情補充。4月18日日本上映
。劇場版的內容為電視版的7至9話，並新增因時間問題而刪掉的畫面，但不收錄電視版完結後的故事。

### 工作人員
- 企畫：八田陽子
- 原作：京都動畫
- 總監製：安田猛
- 監製：八田英明、伊藤敦
- 系列構成、劇本：木上益治與夢見的朋友們
- 監督：木上益治
- 人物設定、總作畫監督：荒谷朋恵
- 美術：田村せいき
- 攝影監督：中上龍太
- 設定：高橋博行
- 色彩設定：高木理恵
- 音樂：神前暁（Monaca）
- 音樂監製：齊藤滋
- 音響監督：鶴岡陽太（樂音舍）
- 編集：重村建吾（Studio Gong）
- 音響製作：樂音舍
- 音樂製作：Lantis
- 製作：京都動畫
- 製作協力：角川書店
- 發行：Klockworx、角川書店

### 主題歌
「ユメミタソラ」
歌 - 日高ユメミ（相沢舞）
這一主題曲是5月27日被收錄於したシングル。售價 1200日元（含稅），編號 LACM - 4614。
原文:（2009年5月27日にこの主題歌を収録したシングルCDがランティスより発売された。価格は1200円（税込）、品番はLACM-4614。)

## 网络广播
从2009年2月21日起至2009年7月25日，在Lantis的广播网站播放，簡稱仰望天空電台（空上げラジオ），主持人是相澤舞、内田彩和白石稔，共23回。